# Hålremsa

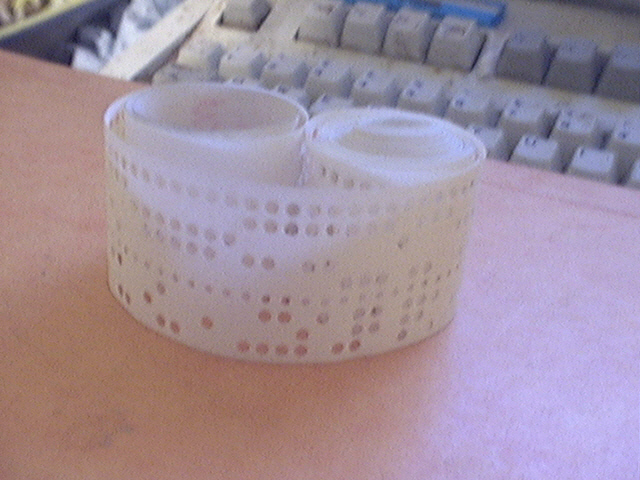
8-håls hålremsa
De mindre hålen är till för ett tandhjul, som driver remsan genom remsläsaren

En hålremsa är ett lagringsmedium som består av en pappersremsa med rader av instansade hål. Varje hålrad representerar ett tecken i kodad form. Hålremsa användes tidigare som bärare av indata och utdata i datorer och telexapparater. Apparaterna som användes var hålremsläsare och hålremsstans. Hålremsans funktion övertogs senare av hålkortet och magnetbandet.
De första hålremsorna var försedda med 5 rader hål och använde till en början ett alfabet, Baudotkoden, konstruerat 1870 (franskt patent 1874) av Émile Baudot. Senare kom 6-, 7- och slutligen 8-håls remsor. I dessa kan en hålrad användas för paritetskontroll.